# Aretaon asperrimus
Aretaon asperrimus är en insektsart som först beskrevs av Josef Redtenbacher 1906.  Aretaon asperrimus ingår i släktet Aretaon och familjen Heteropterygidae. Inga underarter finns listade i Catalogue of Life.

## Bildgalleri

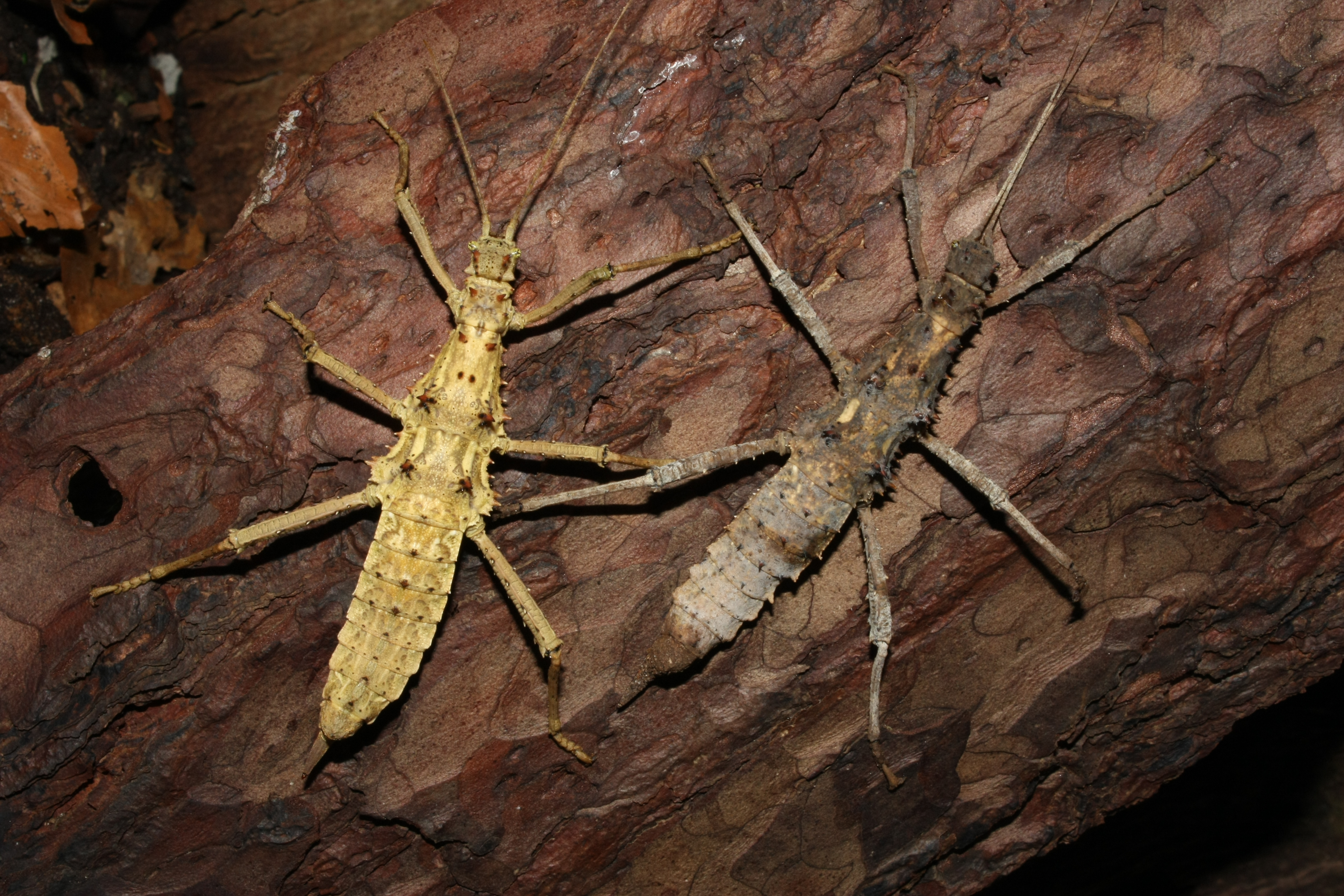
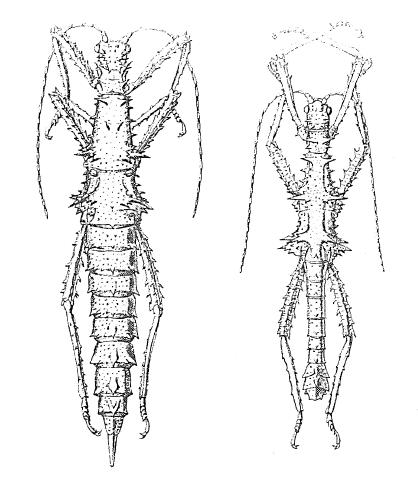
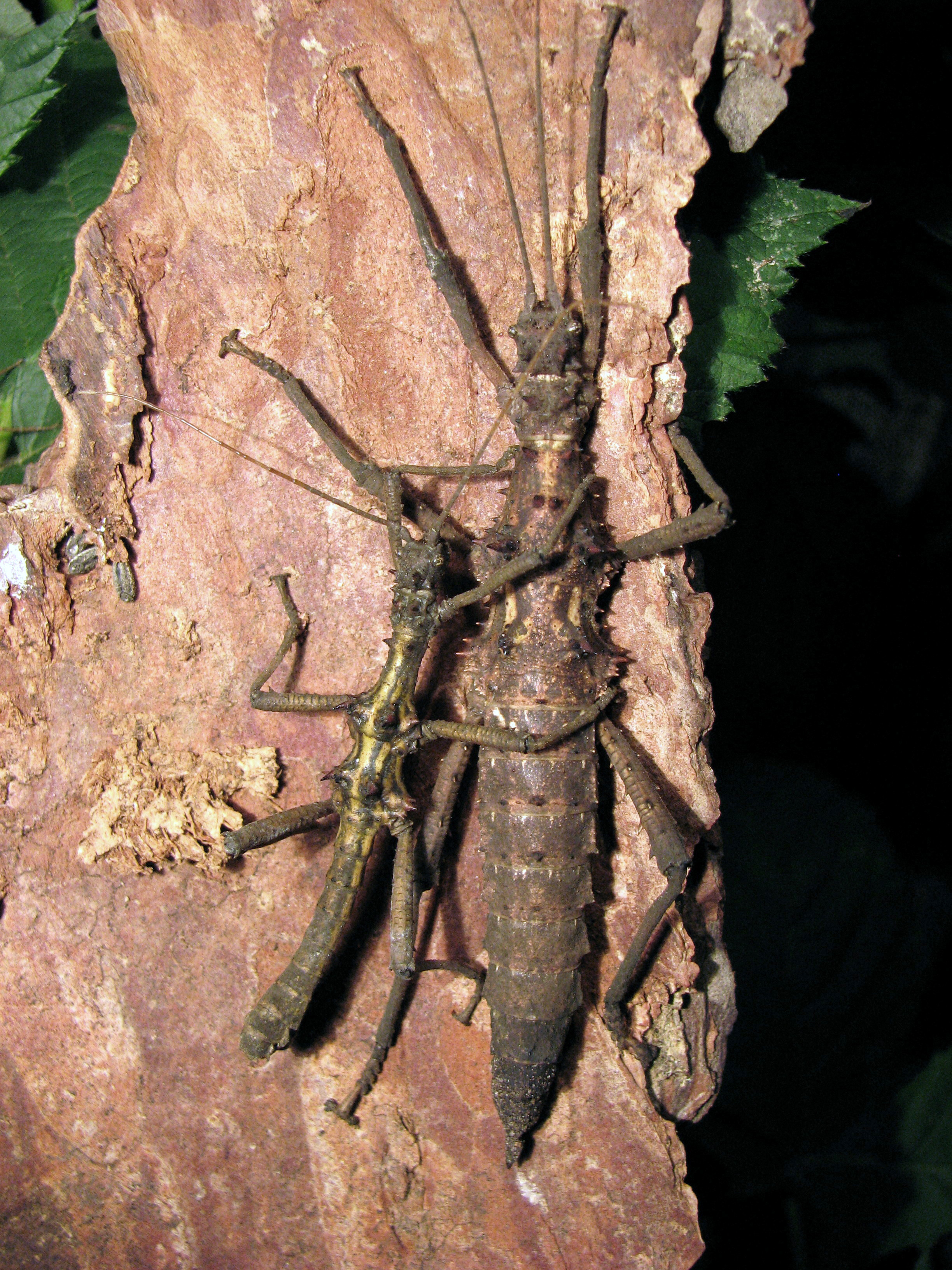
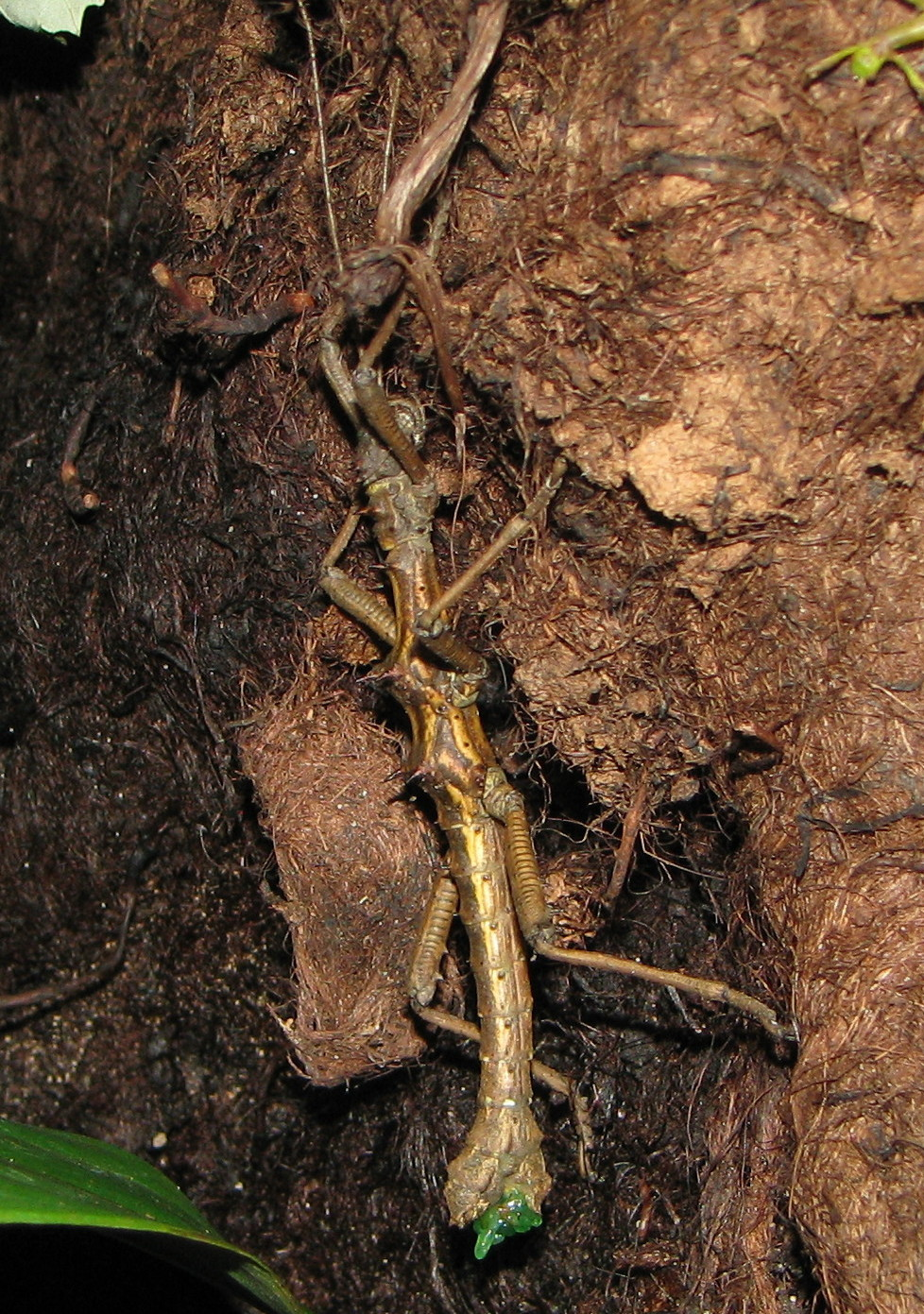
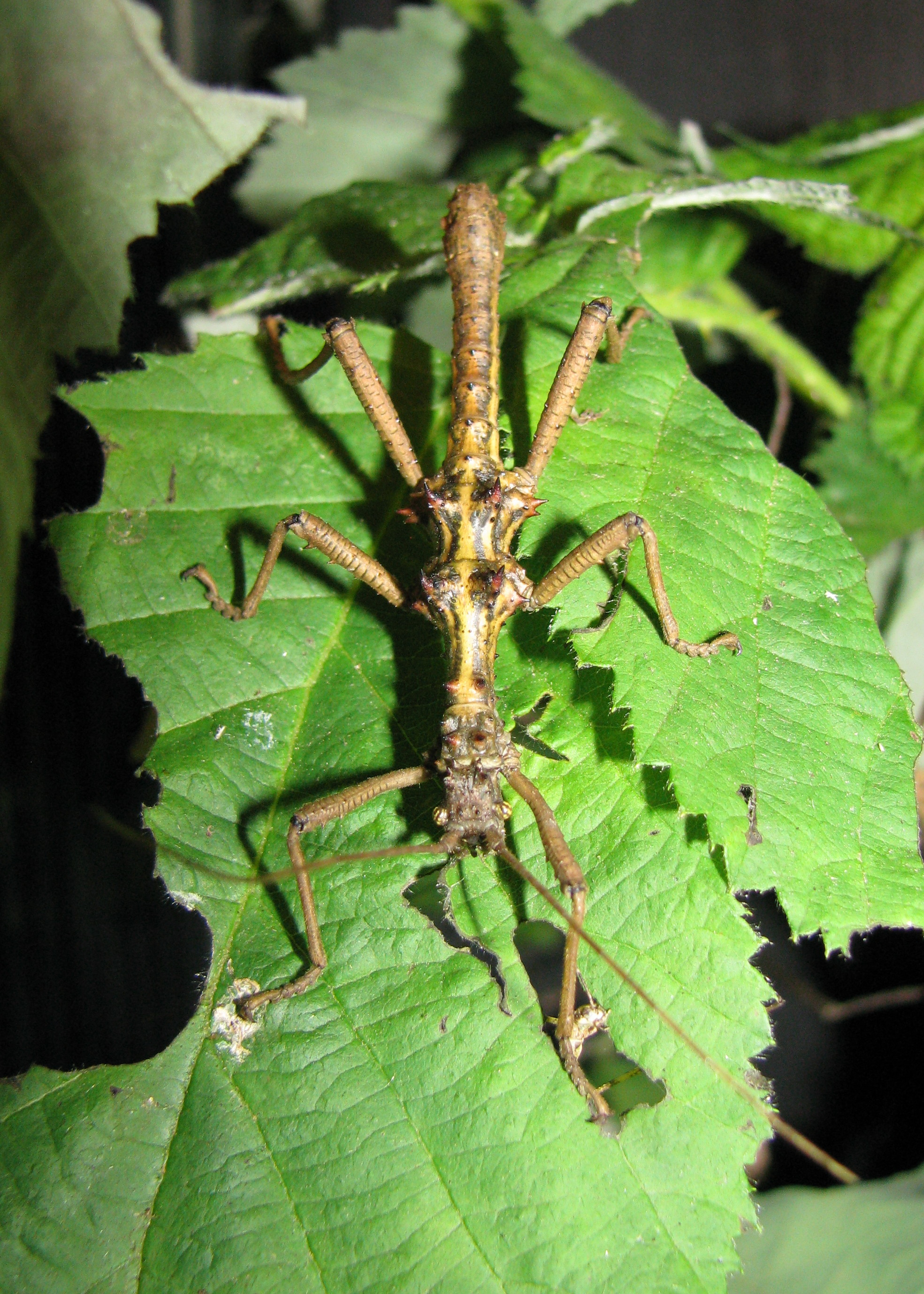
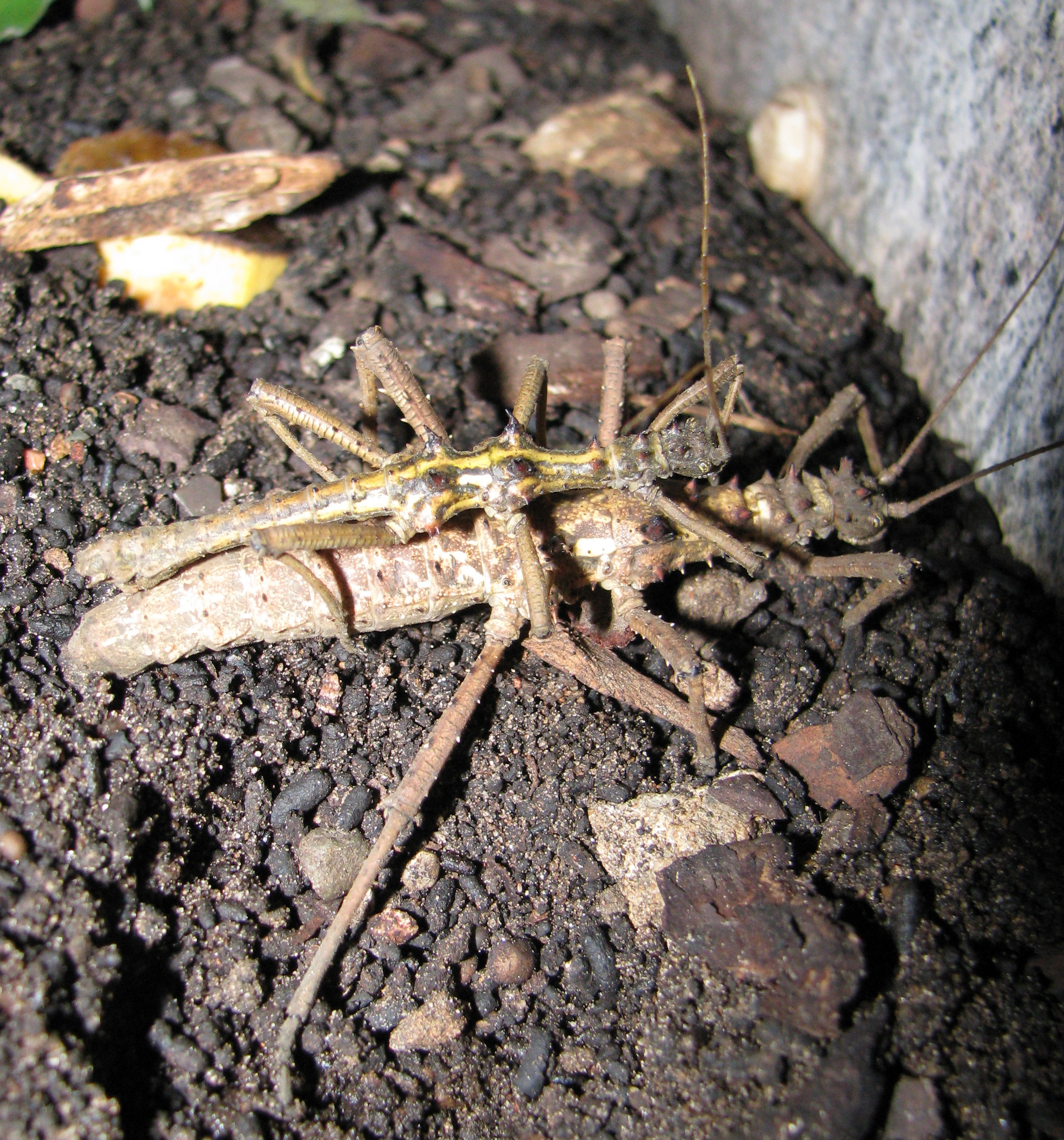